# 1510년 인플루엔자 범유행
1510년 인플루엔자 범유행은 1510년에 전세계적으로 나타난 급성 호흡기 질환의 범유행을 의미한다. 1510년, 한 급성 호흡기 질환이 아시아에서 발생하여 북아프리카와 유럽으로 전파하였는데, 여러 지역의 역사학자들과 전염병학자들의 주목을 받아 기록된 최초의 인플루엔자 범유행이다. 유럽에서는 1357년의 집단 발병 이후 인플루엔자라는 이름이 붙여질 만큼 최소한 샤를마뉴 이후에 여러 차례 인플루엔자가 발병해왔다. 그러나 1510년의 독감 범유행은 인쇄기가 가져온 의사소통의 진보에 따라 구체적으로 묘사된 최초의 범유행이다. 이 범유행 기간 동안 프랑스와 시칠리아에서는 인플루엔자 보다는 코켈루치오coqueluche, 코콜루치오coccolucio 등으로 더 널리 불리게 되었는데, 이 용어는 근대 초기까지 인플루엔자를 부르는 다양한 이름들 중 가장 대중적인 용어로 남아있었다. 거의 대부분의 사람들이 감염되고 1%의 사망률이 나타남에 따라 정부, 교회, 사회에 상당한 혼란을 야기했다.

## 아시아

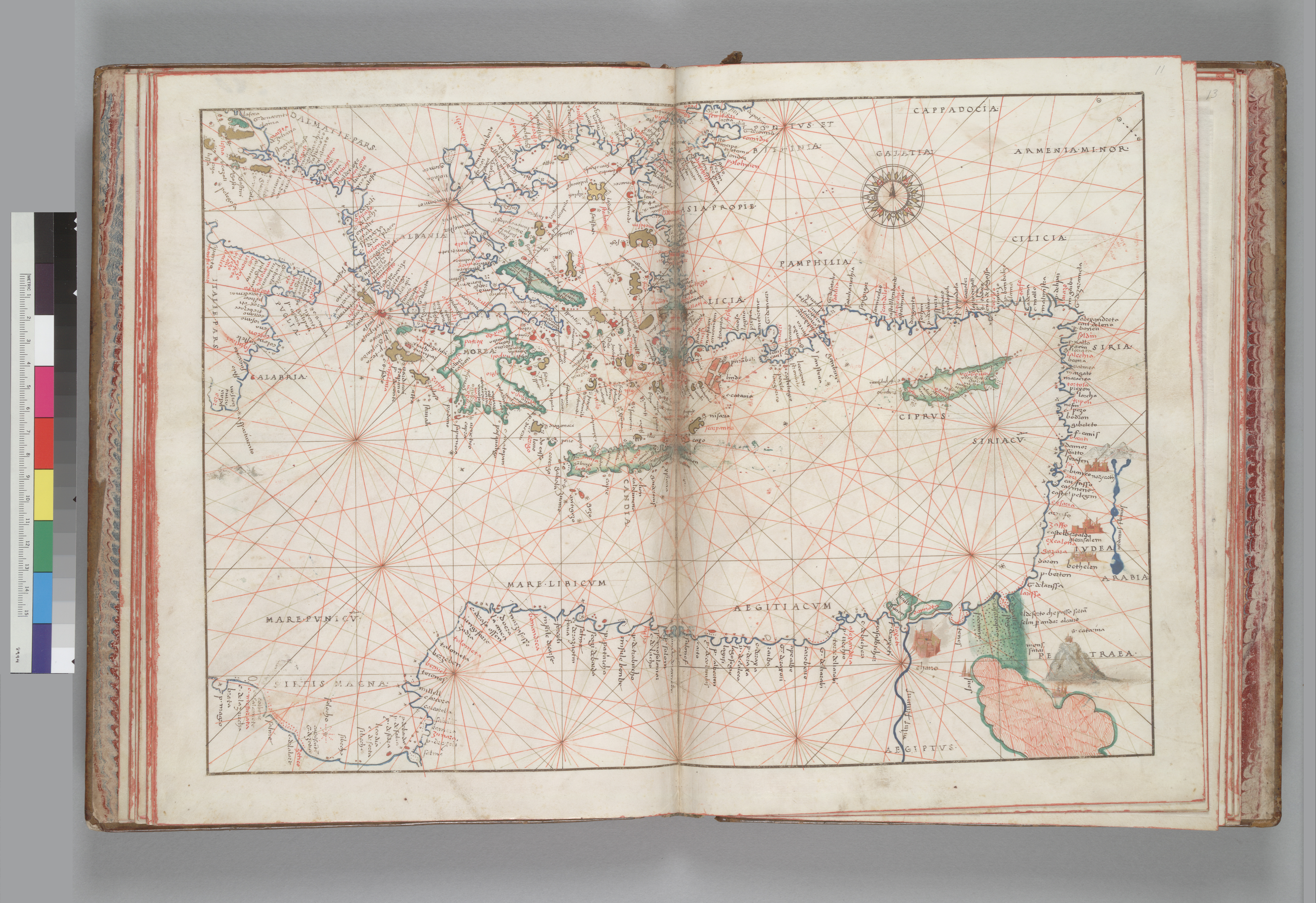
인플루엔자가 유럽에 오기 전에 아프리카 북부에서 먼저 퍼지고 있다.

이 독감은 동아시아에서 발생한 것으로 여겨지는데, 중국에서 발생했을 가능성이 가장 높다. 그레고르 호르스트(Gregor Horst)는 《최초의 의료적 무덤에 대한 작품Operum medicorum tombus primus (1661)》에서 이 병이 아시아에서 교역로를 따라 중동과 북아프리카로 퍼졌다고 적고 있다. 독일의의 의료 문헌 저술가인 유스투스 헤커(Justus Hecker)는 다른 인플루엔자들의 역사적 양상을 근거삼아 이 질병 역시 아시아에서 기원한 것이라고 주장했다.

### 중동
중동을 남서쪽으로 뚫고 지나가는 북아프리카를 향한 교역로를 통해 전파되었다. 예루살렘이나 메카같이 유동인구가 많은 도시에는 전세계 각 지역에서 많은 사람이 찾아오므로 해당 인플루엔자가 도달했을 것으로 보인다.

## 유럽

아프리카에서 감염된 승무원을 따라 몰타로 전파되었다.

국제적인 유동인구가 많은 도시, 바이러스가 퍼지기 좋은 자연환경 등으로 인해 유럽에서 독감이 더욱 쉽게 전파되었다. 1510년 독감은 유럽 전역의 왕실 의정활동, 교회 예배, 사회 생활 등에 혼란을 야기했다. 당시의 사건을 기록하던 사람들은 이 질병이 전체 인구에게 한번에 퍼졌다는 것을 발견했으며, 이러한 특징이 마치 천문학적 현상과 얽혀있는 것처럼 보였기 때문에 질병을 인플루엔자(influenza)라 명명하였다. 토리노의 교수인 프란치스코 발레리올리(Francisco Vallerioli)는 이 질병이 "호흡을 억제하고 목을 쉬게 하는데, ... 이후 몸을 덜덜 떨게한다. 얼마 지나지 않아 허파를 끔찍한 액체(cooked humor)로 채운다"고 기록했다. 당대의 의사들은 1510년 독감이 어린이들과 최근에 피를 많이 흘린 사람들에게 더욱 치명적이라는 사실을 발견한다. 법률가인 프란체스코 무랄토(Francesco Muralto)는 "이 질병으로 하룻동안 천 명 중 열 명이 사망했다"고 말해 당대 1% 안팎의 치사율을 증언한다.

### 시칠리아와 이탈리아 왕국
감염된 상선이 몰타에 도착한 이후, 7월 무렵에 시칠리아에서 첫 번째 감염 사례가 나타난다. 시칠리아에서는 병자들이 머리에 쓰고 다니는 두건의 이름에서 따와 이 질병을 코코루치오라고 불렀다. 독감은 섬을 떠나는 상선을 통해 이탈리아와 프랑스 남부의 지중해 연안을 따라 빠르게 퍼져나갔다.

### 중부 유럽
독감은 알프스 산맥을 넘어 스위스와 신성 로마 제국으로 전파되었다. 멜링겐의 안톤 테겐펠트는 스위스에서 발생한 독감을 "떼(das Gruppie)"라고 불렀는데, 당대의 독일어권 유럽인들은 이 용어를 독감의 별칭으로 부르기 시작했다. 이후 6월에는 아르가우주에도 퍼져서 그 곳에 살던 시민들이 콧물, 기침, 피로 등의 증상을 보였다.

### 프랑스
시칠리아에서 감염된 선원들을 태우고 출발한 독감은 마르세유와 니스의 항구를 통해 프랑스 왕국으로 유입되었고, 조선소의 외국인들을 통해 전파되기 시작했다. "두부 카타르염(cephalie catarrhal)"로 불리기도 하였고, 더 대중적으로는 "코켈루셰(coqueluche)"라고 불렸다. 프랑스의 역사가 프랑수아-웨드 드 메즈레는 코켈루셰라는 단어의 어원을 1410년대 환자들이 코켈루숑(coqueluchons)과 비슷한 모자를 써야 했던 것에서 찾는다.

## 아메리카

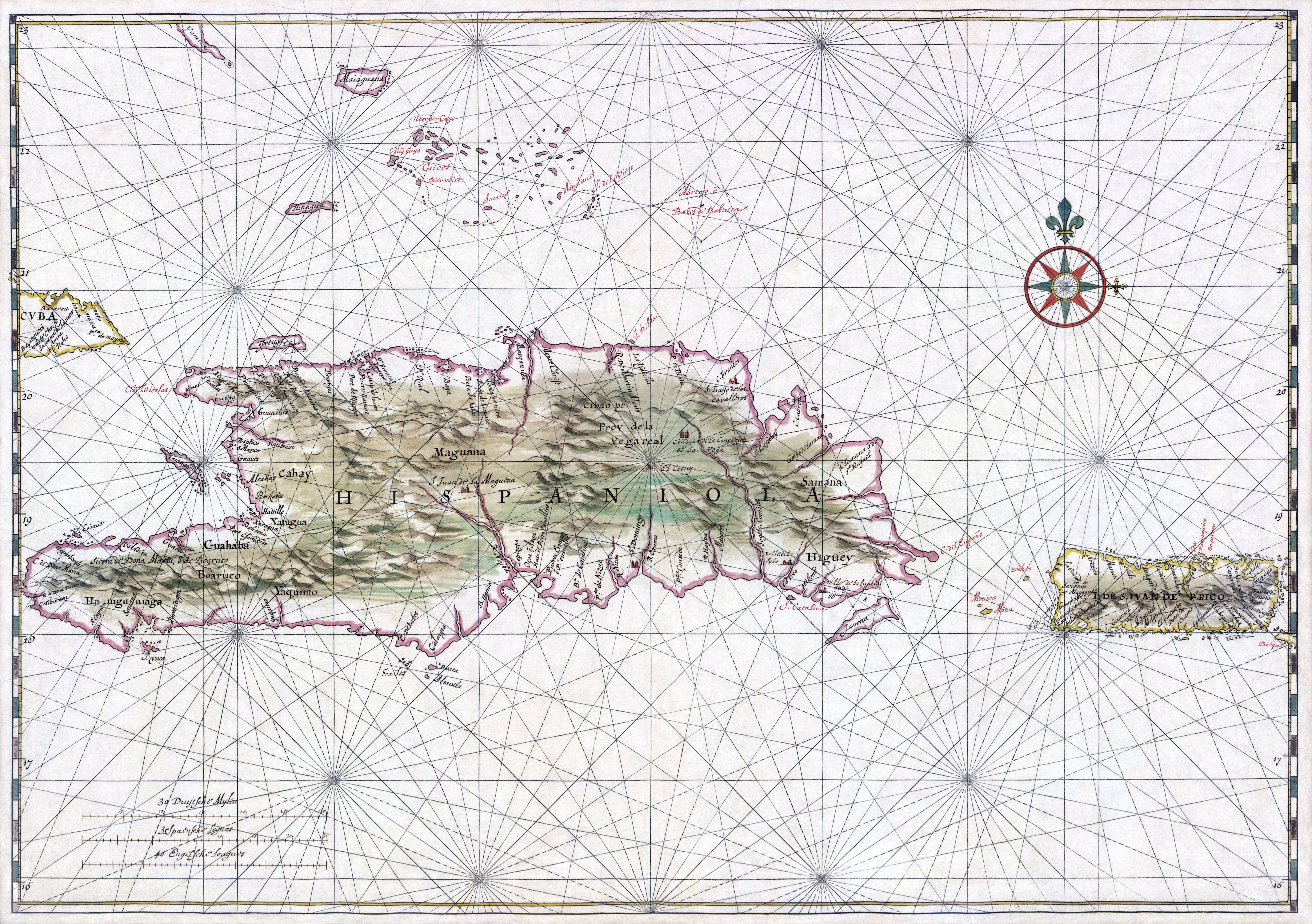
1493년에 인플루엔자가 발생한산토 도밍고 섬

프랑스, 영국, 포르투갈과 같은 수많은 다른 유럽 강대국들이 스페인에 이어 신대륙으로 선박을 보내고 있었음에도 불구하고, 1510년 인플루엔자 범유행이 신대륙에 영향을 미쳤다는 기록은 없다. 그러나 1493년에 산토 도밍고 섬(현 히스파니올라섬)에 인플루엔자가 발생했었다는 기록은 남아있다.

## 치료법
머리와 어깨 등에 수포를 인위적으로 만들어내는 식으로 치료를 시도했으며, 앙브루아즈 파레는 지금 시행되는 사혈치료가 환자를 더욱 위험하게 만들 수 있다고 경고한 바 있다.